# プリンセス・ダナエ
プリンセス・ダナエ（Princess Danae）は、アルカリア・シッピング社（本社キプロス）が所有するパナマ船籍のクルーズ客船である。